# Stanisława Stokłosowa
Stanisława Stokłosowa (ur. 8 lutego 1927 w Dobczycach, zm. 20 października 2019) – polska endokrynolog, profesor nauk przyrodniczych.

## Życiorys
Była absolwentką Uniwersytetu Jagiellońskiego, w 1962 r. doktoryzowała się, w 1972 r. habilitowała się. W 1983 r. otrzymała tytuł profesora nauk przyrodniczych. Została zatrudniona w Instytucie Zoologii na Wydziale Biologii i Nauk o Ziemi Uniwersytetu Jagiellońskiego, oraz była członkiem prezydium honorowym Komitetu Biologii Rozrodu Zwierząt PAN.

## Odznaczenia i wyróżnienia
- Tytuł Doktor honoris causa Uniwersytetu Warmińsko-Mazurskiego w Olsztynie[3]
- „Laur Jagielloński”[3]
- Medal Komisji Edukacji Narodowej[3]